# Lein Schuman
Lein Schuman (Koudekerke, 14 april 1904 – Gouda, 1 maart 1987) was een Nederlands politicus van de ARP.
Hij werd geboren als zoon van Lein Schuman (1864-1914; onderwijzer) en Maria de Rijke (1868-1915). Hij heeft gewerkt bij de gemeentesecretarieën van Zevenhuizen en Zoeterwoude voor hij in 1926 benoemd werd tot ambtenaar ter secretarie bij de gemeente Hillegom. In 1929 werd hij daar bevorderd tot adjunct-commies 1e klas en het jaar erop ging hij als commies en chef afdeling algemene zaken werken bij de gemeente Nieuwer-Amstel. Schuman was daar intussen  hoofdcommies voor hij in september 1936 burgemeester werd van de gemeenten Lopik, Jaarsveld en Willige Langerak. In 1943 gingen die laatste twee gemeenten op in de gemeente Lopik. Eind april 1945, een week voor de Duitse capitulatie, kreeg Lopik een NSB'er als waarnemend burgemeester maar na de bevrijding keerde Schuman terug als burgemeester van Lopik. In mei 1969 ging hij daar met pensioen. Vanaf half augustus 1969 was hij bijna drie maanden waarnemend burgemeester van Houten ter tijdelijke vervanging van de zieke burgemeester Albers Pistorius. Schuman overleed in 1987 overleed op 82-jarige leeftijd.